# 보졸레 누보

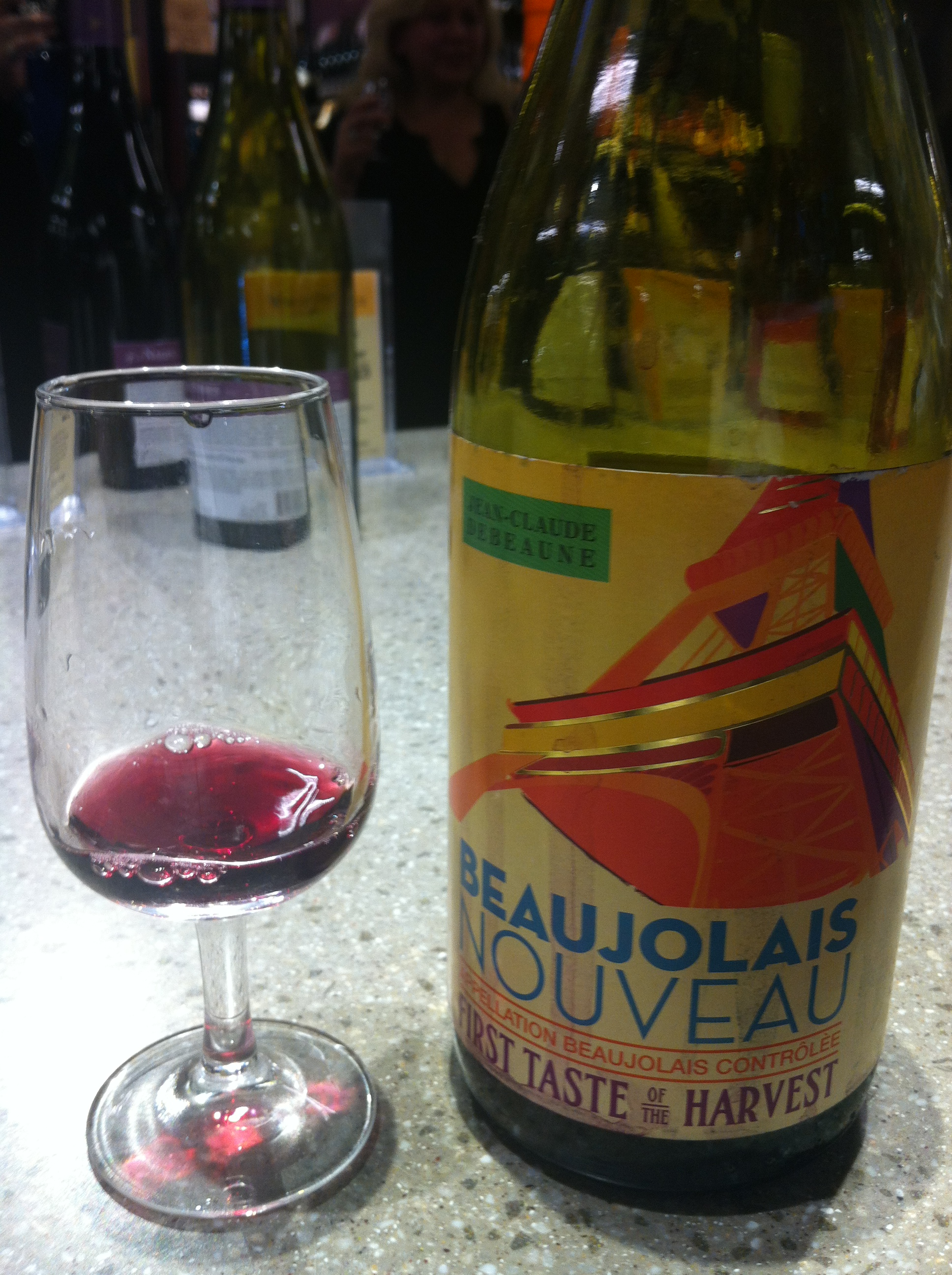

보졸레 누보(프랑스어: Beaujolais nouveau)는 프랑스 부르고뉴 보졸레 지방에서 재배된 가메이 포도로 만든 와인이다. 누보(nouveau)는 영어 뉴(new)와 같은 의미로, 새 것을 의미한다. 당해년도 8,9월에 수확한 햇포도로 단기 숙성 후 출하한다. 매년 11월 셋째주 목요일 0시를 기해 전 세계에서 동시에 판매를 개시하고 있다. 